# Pascoea degenerata
Pascoea degenerata là một loài bọ cánh cứng trong họ Cerambycidae.